# Miss Moneypenny
För det snarlika skotska klan- och efternamnet, se Monypenny.
Miss Moneypenny är en fiktiv person i James Bond-universet, som skapades av Ian Fleming. Hon är sekreterare till Bonds chef, M och kallas ibland Penny. Ian Fleming nämnde aldrig hennes förnamn i de böcker han skrev. I bokserien The Moneypenny Diaries som skrevs av Samantha Weinberg åren 2005–2008 så har hon fått förnamnet Jane. Första gången hon nämns vid förnamn i en Bondfilm är i Skyfall från 2012. Där kallas hon för Eve.
Vissa biografier menar att Moneypenny delvis är baserad på sekreteraren Vera Atkins, som arbetade för chefen för den franska avdelningen inom det brittiska underrättelseväsendet, Maurice Buckmaster. 
Generellt deltar Moneypenny aldrig i Bonds uppdrag, även om det finns vissa undantag, både i filmerna och böckerna (framför allt filmen Diamantfeber).
I filmerna Älskade spion och Octopussy har den ryska motsvarigheten till M en sekreterare som heter Rublevitch – också ett namn som har med pengar att göra.

## Skådespelare
Moneypenny har spelats av sex olika skådespelare i Bond-filmerna.

### I de officiella Bondfilmerna
Följande skådespelare har spelat Moneypenny i de Bondfilmer som producerats av Eon Productions.
- Lois Maxwell
  - Agent 007 med rätt att döda
  - Agent 007 ser rött
  - Goldfinger
  - Åskbollen
  - Man lever bara två gånger
  - I hennes majestäts hemliga tjänst
  - Diamantfeber
  - Leva och låta dö
  - Mannen med den gyllene pistolen
  - Älskade spion
  - Moonraker
  - Ur dödlig synvinkel
  - Octopussy
  - Levande måltavla
- Caroline Bliss
  - Iskallt uppdrag
  - Tid för hämnd
- Samantha Bond
  - GoldenEye
  - Tomorrow Never Dies
  - Världen räcker inte till
  - Die Another Day
- Naomie Harris
  - Skyfall
  - Spectre
  - No Time to Die

### Övriga
- Barbara Bouchet
  - Casino Royale (inofficiell Bond-film – Bouchet spelar egentligen Moneypennys dotter)
- Pamela Salem
  - Never Say Never Again (inofficiell Bond film)